# Ein Stern (… der deinen Namen trägt)
Ein Stern (… der deinen Namen trägt) ist ein Schlager des österreichischen Sängers Nikolaus Presnik alias Nik P. aus dem Jahr 1998. Er wurde in der Partyschlager-Version des ebenfalls aus Österreich stammenden Sängers DJ Ötzi gemeinsam mit Nik P. zu einem Erfolg im deutschsprachigen Raum.

## Geschichte
Das Lied wurde bereits 1998 von Nikolaus Presnik geschrieben und komponiert. Interpretiert von Michael Stern nahm es im selben Jahr beim Grand Prix des Schlagers teil und erreichte dort Platz zehn.
Es wurde Ende 2006 in der Clubszene von Mallorca häufig gespielt und so zu neuer Bekanntheit als Partyschlager gebracht. Es wurde dann Februar 2007 in der Version von DJ Ötzi gemeinsam mit Nik P. als erste Single aus DJ Ötzis Album Sternstunden veröffentlicht und erreichte Platz eins in den deutschen und österreichischen Charts sowie Platz zwei in der Schweizer Hitparade. Vier Jahre nach dem Erfolg des Burger Dance erzielte DJ Ötzi so mit Ein Stern erneut einen Nummer-eins-Hit in Deutschland und nach Anton aus Tirol (1999) den zweiten Hit, der auch in Österreich Platz eins der Charts erreichte.
Mit 108 Wochen in den deutschen Charts zählt es zu den Liedern, die am längsten in den deutschen Singlecharts verweilten. Zur Zeit der Veröffentlichung stellte er einen neuen Rekord auf. Auch war es das erste Stück, das länger als zwei Jahre in den deutschen Charts notiert war. In der Ultimativen Chart Show des Senders RTL wurde das Lied auf Platz 1 der „erfolgreichsten Songs des neuen Jahrtausends“ platziert.
Mit mehr als 1,35 Millionen verkaufter Einheiten wurde die Single in Deutschland neun Mal mit Gold ausgezeichnet, was es zu einem der meistverkauften deutschen Schlager und allgemein zu einer der meistverkauften Singles in Deutschland macht.
Noch bevor DJ Ötzi und Nik P. den Song gemeinsam veröffentlichten, konnte sich der Duisburger Sänger Nic mit seiner Version Einen Stern in den Single-Charts platzieren.

## Kommerzieller Erfolg

### Chartplatzierungen
Nik P.
| ChartsChartplatzierungen | Höchstplatzierung | Wochen |
| ------------------------ | ----------------- | ------ |
| Deutschland (GfK)        | 89 (2 Wo.)        | 2      |
| Österreich (Ö3)          | 29 (12 Wo.)       | 12     |

DJ Ötzi & Nik P.
| ChartsChartplatzierungen | Höchstplatzierung | Wochen |
| ------------------------ | ----------------- | ------ |
| Deutschland (GfK)        | 1 (107 Wo.)       | 107    |
| Österreich (Ö3)          | 1 (73 Wo.)        | 73     |
| Schweiz (IFPI)           | 2 (118 Wo.)       | 118    |

| ChartsJahrescharts (2007) | Platzierung |
| ------------------------- | ----------- |
| Deutschland (GfK)         | 1           |
| Österreich (Ö3)           | 1           |
| Schweiz (IFPI)            | 1           |

| ChartsJahrescharts (2008) | Platzierung |
| ------------------------- | ----------- |
| Deutschland (GfK)         | 25          |
| Österreich (Ö3)           | 51          |
| Schweiz (IFPI)            | 9           |

| ChartsJahrescharts (2000–2009) | Platzierung |
| ------------------------------ | ----------- |
| Österreich (Ö3)                | 1           |

### Auszeichnungen für Musikverkäufe
| Land/Region        | Auszeichnungen für Musikverkäufe (Land/Region, Auszeichnung, Verkäufe) | Verkäufe  |
| ------------------ | ---------------------------------------------------------------------- | --------- |
| Deutschland (BVMI) | 9× Gold                                                                | 1.350.000 |
| Österreich (IFPI)  | 2× Platin                                                              | 60.000    |
| Schweiz (IFPI)     | Gold                                                                   | 15.000    |
| Insgesamt          | 2× Gold · 6× Platin ·                                                  | 1.425.000 |

## Coverversionen
Es existieren über 30 Coverversionen des Liedes, u. a. von Peter Wackel (spanisch), Mariusz Kalaga (polnisch – „Jedna z gwiazd“), Klaus & Klaus, Stefan Peter feat. Gotthilf Fischer, Mike Krüger (Ein Korn, der Deinen Namen trägt) und als Een ster (2008) vom belgischen Sänger Christoff.